# Libnotes obliqua
Libnotes obliqua là một loài ruồi trong họ Limoniidae. Chúng phân bố ở miền Australasia.